# Domingos de Val
Domingos de Val ou del Val (Dominguito em castelhano e inglês; Domenico em italiano) foi um acólito de Saragoça, Espanha.
Segundo a lenda, teria sido um infante do coro da Catedral do Salvador de Saragoça, vítima de um assassinato ritual no dia 31 de agosto de 1250 supostamente feito por judeus. As evidências acerca de sua história são incertas, além das lendas criadas em torno dele.
Domingos de Val  não é mais incluído no novo calendário litúrgico católico romano oficial, embora a capela dedicada a ele na Catedral de Saragoça ainda exista.

## A lenda
A base histórica para a lenda é incerta. Não há referências medievais encontradas; o primeiro texto que conta a história é de 1583, ou seja, 333 anos após o suposto ocorrido.
A história aparenta ter sido copiada da lenda do Pequeno Santo Hugo de Lincoln.
De acordo com os relatos, Afonso X de Castela escreveu a capitulação original em 1250, dizendo: "Nós ouvimos que uns judeus muito cruéis, em memória da Paixão do Nosso Senhor na Sexta-feira Santa, sequestraram um menino cristão e o crucificaram".
De acordo com a lenda, Domingos era filho de Sancho de Val, notário, e Isabel. Aos sete anos foi sequestrado por um judeu chamado "Albayuceto" (ou "Albay-Huzet", nome que, por "soar hebraico" mas não ser de fato um nome judaico existente, suspeita-se ter sido inventado pelo escritor da lenda) que, com outros companheiros judeus, trataram de repetir a Paixão de Cristo e o crucificaram em uma parede com três cravos, de braços abertos. Após isso o decapitaram e cortaram os pés, escondendo o corpo nas margens do Rio Ebro. Uns pescadores, vendo luzes estranhas, avisaram as autoridades, que encontraram o corpo enterrado no local de onde saíam as luzes.
Os restos mortais do santo teriam sido levados para a Igreja de São Gil e mais tarde para a catedral, onde existe a Capela de São Domingos de Val, local de veneração das relíquias.
A lenda é muito parecida com várias outras que alegavam o assassinato de crianças cristãs nas mãos de judeus, como a "Santa Criança de La Guardia" (inspirada em um processo inquisitorial real de 1491).
Durante a Idade Média, era muito comum surgirem estes tipos de lendas para fomentar medidas repressivas contra o povo judeu.

## A veneração

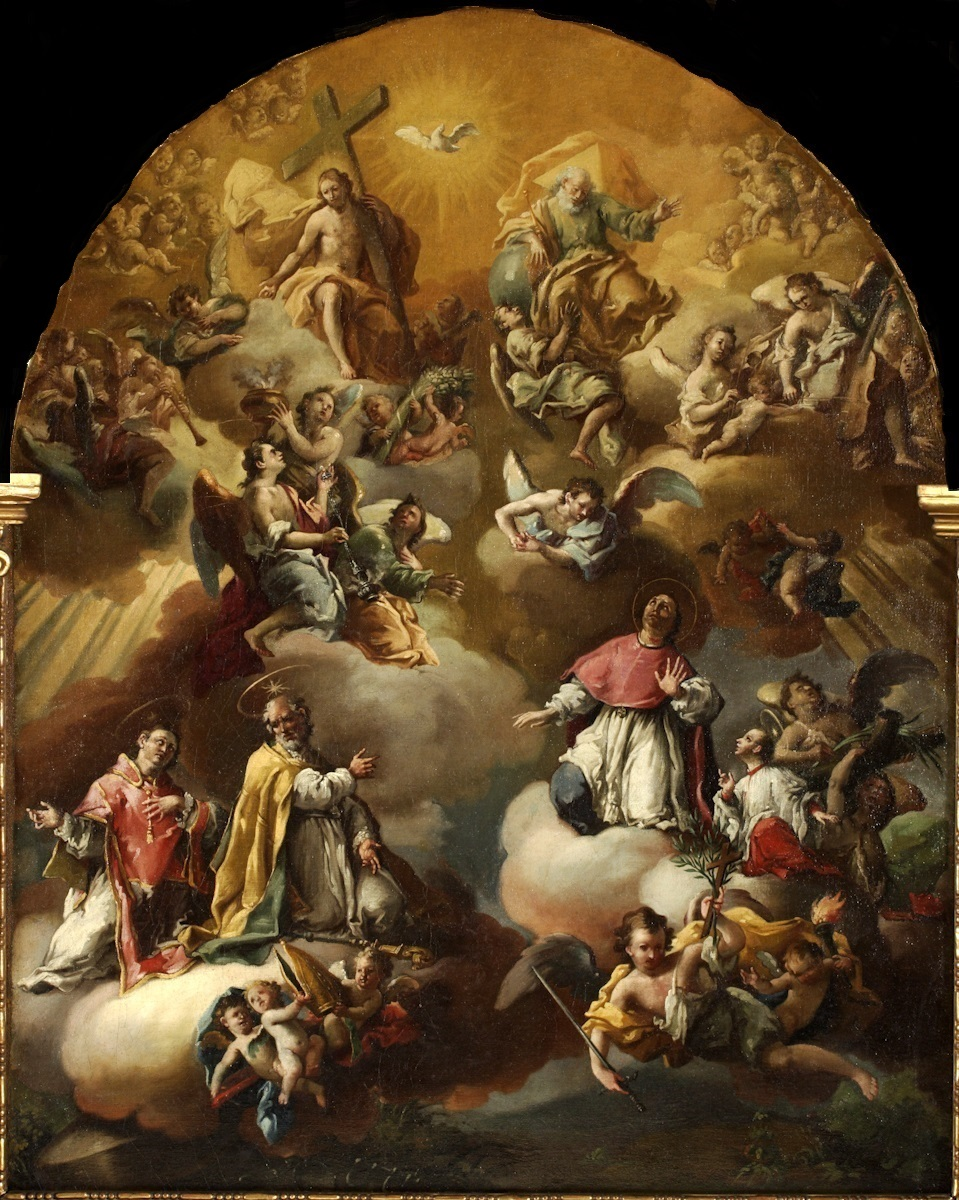
San Valero, San Vicente Mártir, San Pedro Arbués y Santo Dominguito de Val en la Gloria, Museu de Saragoça, Espanha. São Domingos é representado na extrema direita usando os paramentos de acólito.

Domingos foi canonizado e é considerado padroeiro dos acólitos. Após o Concílio Vaticano II, seu culto foi suprimido, e sua festa removida do calendário litúrgico da Missa Nova, após não terem sido encontrados vestígios de sua existência.
Também foi criada uma confraria de lavradores para celebrá-lo e comemorá-lo. A confraria foi renovada em 1496, ano em que os restos mortais do menino foram transladados da Capela de São Vicente para a sacristia. Mais tarde foram levados para a Capela do Espírito Santo, onde ficaram até 1671, ano de criação de sua própria capela, ainda hoje existente.